# Bandiera della Livonia
La Bandiera della Livonia o bandiera dei livi (in lettone Līvu karogs; in livone Līvõd plagā) è una bandiera usata per simboleggiare il popolo livone. È in uso da vari gruppi culturali della Livonia, una regione storico-geografica della Lettonia.

## Descrizione

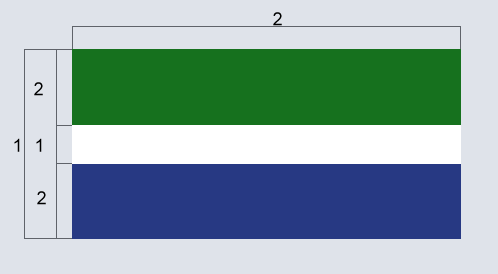
Proporzioni della bandiera

Le proporzioni di colore della bandiera sono 2:1:2 e il rapporto tra l'altezza della bandiera e la sua larghezza è fissato a 1:2. 
Il colore verde rappresenta le foreste, il bianco rappresenta le spiagge e il blu rappresenta il mare. Quest'ultimo rappresenta la cultura livone pluricentenaria basata sulla pesca, mentre gli altri due simboleggiano le due sfumature principali che un pescatore ammira guardando verso la costa. Il disegno del drappo fu completato al termine del primo incontro della Società Livone (Līvõd Īt) il 2 marzo 1923, ma questo fu innalzato per la prima volta, in occasione di una manifestazione pubblica imbastita sempre dalla medesima organizzazione culturale. Talvolta viene issata in accompagnamento con il Min izāmō, un inno dedicato alla Livonia scritto da Kōrli Stalte e composto da Fredrik Pacius.